# Rigoberto Cisneros
Rigoberto Cisneros Dueñas (Mexikóváros, 1953. augusztus 15. – ) mexikói válogatott labdarúgó. 

## Pályafutása

### Klubcsapatban
1974 és 1978 között a Deportivo Toluca, 1978 és 1980 között a CF Monterrey csapatában játszott. 1980 és 1981 között az Universidad de Guadalajara, 1981 és 1982 között a CD Guadalajara játékosa volt.

### A válogatottban
1977 és 1980 között 11 alkalommal szerepelt az mexikói válogatottban és 1 gólt szerzett. Részt vett az 1978-as világbajnokságon.

## Sikerei, díjai
Deportivo Toluca
- Mexikói bajnok (1): 1974–75
- Mexikói szuperkupa (1): 1975